# Belo (gmina Medvode)
Belo – wieś w Słowenii, w gminie Medvode. W 2018 roku liczyła 47 mieszkańców.